# 염포 (포구)
염포(鹽浦)란 조선 시대 일본인에게 개방한 삼포의 하나로, 현재의 울산광역시 북구 염포동에 있는 지역이다. 세종 때인 1426년 개항하였고, 후에 부산포에 상주하는 일본인을 줄이기 위해 이 곳에 왜관을 설치하였다. 하지만 법을 어기고 상주하는 일본인의 수가 늘어나, 후에 삼포왜란의 원인이 되었다. 삼포왜란으로 염포가 폐쇄되었으며, 이후 부산포와 제포만 다시 개항하였다.